# Мисс США 1964
Мисс США 1964 (англ. Miss USA 1964) — 13-й конкурс красоты Мисс США прошедший 29 июля 1964 года, в Майами, Флорида. Победительницей конкурса стала Бобби Джонсон из штата Округ Колумбия.

## Результаты
| Итоговое место | Участница |
| -------------- | --- |
| Мисс США 1964  | - Вашингтон (округ Колумбия) — Бобби Джонсон |
| 1-я Вице Мисс  | - Техас — Дайан Баллун |
| 2-я Вице Мисс  | - Аляска — Патрисия Марлин |
| 3-я Вице Мисс  | - Юта — Джанет Эриксон |
| 4-я Вице Мисс  | - Кентукки — Джонна Рид |
| Полуфиналистки | - Алабама — Памела Боргфельдт - Калифорния — Жанна Венаблс - Айдахо — Дороти Джонсон - Мэриленд — Ройетт Тарри - Миссисипи — Патрисия Терк - Нью-Джерси — Барбара Ричарц - Нью-Йорк — Дороти Лангханс - Огайо — Гейл Крилоу - Оклахома — Джеки Мэлони - Орегон — Тойе Эш |

## Штаты-участницы
| - Алабама – Памела Боргфельдт - Аляска – Патрисия Марлин - Аризона – Дайан Ройтер - Арканзас – Барбара МакГлотлин - Калифорния – Жанна Венаблс - Коннектикут – Патрисия Пауэлл - Делавэр – Кристина Клосетью - Вашингтон (округ Колумбия) – Бобби Джонсон - Флорида – Кэндис Давенпорт - Джорджия – Линда Татум - Гавайи – Ванда Берд - Айдахо – Дороти Джонсон - Иллинойс – Карен Вайсбрук - Индиана – Шарлин Краточвиль - Айова – Барбара Роджерс - Канзас – Барбара Форд - Кентукки – Джонна Рид - Луизиана – Линда Грейвс - Мэн – Корнель Эдвардс - Мэриленд – Ройетт Тарри - Массачусетс – Барбара Робери | - Мичиган – Джонин Титр - Миссисипи – Патрисия Терк - Миссури – Сэнди Бавол - Небраска – Джорджия Мерриам - Невада – Памела Моррис - Нью-Гэмпшир – Беверли Хеберт - Нью-Джерси – Барбара Ричарц - Нью-Йорк – Дороти Лангханс - Огайо – Гейл Крилоу - Оклахома – Джеки Мэлони - Орегон – Тойе Эш - Пенсильвания – Мэриэнн Рейли - Род-Айленд – Кэрол Тантимонико - Южная Каролина – Джуди Кеннеди - Теннесси – Пэт Керр - Техас – Дайан Баллун - Юта – Джанет Эриксон - Вермонт – Фреда Беттс - Виргиния – Хайди Смит - Висконсин – Кэролайн Линквист |

Представительницы следующих штатов не принимали участие: Колорадо, Миннесота, Монтана, Нью-Мексико, Северная Каролина, Северная Дакота, Южная Дакота, Вашингтон, Западная Виргиния, Вайоминг